# Семаковцы (Городенковская городская община)
Семако́вцы (укр. Семаківці) — село в Городенковской городской общине Коломыйского района Ивано-Франковской области Украины.
Население по переписи 2001 года составляло 1207 человек. Занимает площадь 13,791 км². Почтовый индекс — 78133. Телефонный код — 03430.

## Известные жители и уроженцы
- Николай Чарнецкий (1884—1959) — епископ и блаженный Украинской грекокатолической церкви.